# Amnesia (Ibiza)
Pour les articles homonymes, voir Amnesia.
L'Amnesia est une célèbre discothèque espagnole d'Ibiza. Ouverte en 1976, elle a depuis remporté de nombreux trophées parmi lesquels Best Global Club en 2007, 2008 et 2009 aux IDMA Awards de Miami. Le club se situe près de San Rafael sur l'autoroute entre Sant Antoni de Portmany et la ville d'Ibiza. Il peut accueillir 5 000 personnes.

## Histoire
Les origines de l'Amnesia remontent à avril 1970, lorsque la famille Planells, qui habitait la maison depuis cinq générations, décida de s'installer en ville et de vendre leur pavillon à une veuve d'origine aristocratique, Maria Fuencisla Martínez de Campos i Muñoz. Ibiza, qui était déjà devenue une destination touristique dans les années 1950, était à l'époque un haut lieu de la contre-culture et des idéalistes. Le bâtiment qui deviendrait plus tard l'Amnesia accueillait alors des concerts et divers autres événements hippies.
En mai 1976, Antonio Escohotado, un madrilène arrivé sur l'île deux ans plus tôt pour commencer une nouvelle vie, signe un bail avec la propriétaire pour l'utilisation des lieux. Il y fonde une discothèque nommée « The Workshop of Forgetfulness ». Il souhaitait ainsi exprimer l'idée que les gens sortent la nuit pour oublier leurs problèmes et se livrer à un monde inconnu, loin de la routine ordinaire. Il renomme néanmoins la discothèque le lendemain en réalisant que le mot grec Amnesia contenait toutes ces idées.
En 1978, Ginés Sánchez, un industriel madrilène reprend l'Amnesia. Commence alors une période faite de hauts et de bas avec des fermetures inattendues alternant avec des étés mémorables et des foules nombreuses. Le club se hisse alors au niveau des autres discothèques de l'île comme le Ku (aujourd'hui Privilege), le Pacha, le Glory's ou le Lola's.
Dans les années 1980, le basque Prontxio Izaguirre reprend la direction du club. La musique diffusée se tourne alors vers la Dance, un mélange entre pop et funk, et le hip-hop. Le mixage libre est autorisé et la house commence à y apparaitre. Le club accueille notamment le DJ Alfredo Fiorito et assiste ainsi à l'émergence du Balearic Beat. L'artiste deviendra même gérant du club à partir de 1983.
À l'été 1991, le club rouvre ses portes sous la direction de Martín Ferrer et sa société MFC. Il est alors agrandi avec le nombre de bars qui passe de quatre à seize et l'effectif de 30 à plus de 200 employés pendant les périodes estivales. Ce personnel comprend d'ailleurs des danseurs go-go. C'est à cette époque que les clubs d'Ibiza commencent à acquérir une renommée internationale.
Au milieu des années 1990, le promoteur britannique Ezna Sands, surnommé « king of clubs » (roi des clubs), joue un rôle déterminant pour le club en arrangeant l'arrivée de nombreux promoteurs et labels britanniques. Parmi eux figurent notamment la BBC Radio 1 ou encore Joseph Mullen, fondateur du Cream (en) de Liverpool, qui organise les soirées du même nom et qui deviendra le propriétaire du club. Avec le Pacha, c'est l'aura de l'île tout entière qui change, passant d'une simple destination pour les vacanciers de 18-30 ans à un haut lieu de la musique électronique. D'ailleurs, entre 1996 et 1999, l'Amnesia remporte le titre de Best Global Club aux International Dance Music Awards.
En 2005, Joseph Mullen se retire du secteur et revend la marque au Cream pour 2,8 millions de livres.
Le 5 juillet 2016, la Guardia Civil perquisitionne le club et y saisit deux millions d'euros en liquide. Le propriétaire Martín Ferrer, son fils, le responsable de l'établissement et son comptable sont arrêtés avant d'être mis en examen, ils sont suspectés de fraude fiscale.